# Урушадзе, Тенгиз Фёдорович
Тенгиз Фёдорович Урушадзе (груз. თენგიზ ურუშაძე; 14 января 1940, Тбилиси, СССР — 12 ноября 2021, Тбилиси, Грузия) — советский и грузинский биолог и почвовед, кандидат географических наук, доктор биологических наук, профессор, академик Академии наук Грузии (2000; член-корреспондент с 1993). Лауреат Государственной премии Грузии (2002).

## Биография
Родился 14 января 1940 года в Тбилиси, Грузинской ССР в семье служащего.
С 1958 по 1963 год обучался в Сельскохозяйственном институте Грузии. С 1964 по 1967 обучался в аспирантуре 
Института географии АН СССР под руководством профессора С. В. Зонна. С 1977 по 1980 год обучался в докторантуре на факультете почвоведения Московского государственного университета. 
С 1982 года на педагогической работе в Сельскохозяйственном институте Грузии (Аграрном университете Грузии) в должностях: заведующий кафедрой почвоведения и ректор этого института. Одновременно с 1992 года на педагогической работе в Тбилисском государственном университете в качестве профессора кафедры почвоведения.

### Научно-педагогическая деятельность и вклад в науку
Основная научно-педагогическая деятельность Т. Ф. Урушадзе была связана с вопросами в области прикладной экологии и почвоведения, в частности преимущественно почв Грузии. Под его руководством впервые за пятьдесят лет была издана Почвенная карта Грузии в масштабе 1:500000, отнесённая к международной классификации почв. Основные его исследования были связаны с изучением особенностей горного почвообразования. Т. Ф. Урушадзе являлся — почётным доктором аграрных университетов Азербайджана и Армении и член-корреспондентом Королевской академии изящных искусств Сант-Жорди, а так же — президентом Грузинского общества почвоведов. В 2003 году он являлся организатором и главным редактором международного научного журнала «Проблемы аграрной науки». С 1998 по 2002 год он являлся вице-президентом Пятой комиссии Международного общества почвоведов.
В 1967 году защитил кандидатскую диссертацию по теме: «Генетическая характеристика основных подтипов бурых лесных почв Грузии», в 1980 году защитил докторскую диссертацию на соискание учёной степени доктор биологических наук по теме: «Горно-лесные почвы Грузии». В 1990 году ему присвоено учёное звание профессор. В 1993 году был избран член-корреспондентом, в 2000 году — действительным членом Академии наук Грузии. Т. Ф. Урушадзе было написано более ста научных работ, в том числе  монографий.
Скончался 12 ноября 2021 года в Тбилиси, Грузия.

## Награды
- Государственная премия Грузии (2002)

## Основные труды
- Генетическая характеристика основных подтипов бурых лесных почв Грузии. - Москва, 1967. - 203 с.
- Горно-лесные почвы Грузии. - Тбилиси, 1979. - 475 с.
- Основы охраны почв / Т. Урушадзе, Р. Кирвалидзе. - Тбилиси : Груз. СХИ, 1984. - 70 с.
- Горные почвы СССР / Т. Ф. Урушадзе. - М. : Агропромиздат, 1989. - 270 с. ISBN 5-10-001120-3[5]